# There Must Be More to Life Than This
There Must Be More to Life Than This is een nummer van de Britse Queen-zanger Freddie Mercury als de achtste track op zijn eerste soloalbum Mr. Bad Guy uit 1985. Het nummer was oorspronkelijk bedoeld voor het Queen-album Hot Space uit 1982 en later voor The Works uit 1984, maar in beide gevallen viel het nummer af. In 1983 nam Mercury het nummer op samen met Michael Jackson als een van de drie duetten tussen de twee sterren, maar net zoals de andere nummers "State of Shock" (later opgenomen door The Jacksons met Mick Jagger) en "Victory" werden deze nummers nooit officieel uitgebracht in de oorspronkelijke versie.

## Queen-versie
Na het overlijden van Michael Jackson in 2009 kondigden Queen-gitarist Brian May en -drummer Roger Taylor aan om aan de slag te gaan met de Mercury/Jackson-duetten, met als doel om deze in 2012 officieel uit te brengen. Taylor meldde echter dat de samenwerking met de familie van Jackson zeer moeilijk verliep, waarbij het voelde alsof ze aan het "waden door lijm" waren. De partijen kwamen uiteindelijk tot een overeenkomst waarbij alleen "There Must Be More to Life Than This" mocht worden uitgebracht.
De versie die in 2014 verscheen op het compilatiealbum Queen Forever (wat naast dit nummer ook de nieuwe nummers "Let Me in Your Heart Again" en "Love Kills" bevatte) verscheen was geproduceerd en geremixt door producer William Orbit. Hij gebruikte hierbij de oorspronkelijke instrumentale track uit de Hot Space-sessies met May op gitaar, Taylor op drums en de in 1997 gestopte John Deacon op de basgitaar. Een alternatieve mix gemaakt door May bestaat, maar werd door de familie Jackson afgewezen ten gunste van de Orbit-mix.

## Musici
Freddie Mercury-versie
- Freddie Mercury: zang, piano, synthesizer
- Fred Mandel: piano, synthesizer, gitaar
- Paul Vincent: gitaar
- Curt Cress: drums
- Stephan Wissnet: basgitaar, synthesizer, drumprogrammeren
- Mack: synthesizer, drumprogrammeren

Queen-versie
- Freddie Mercury: leadzang, piano
- Brian May: gitaar
- Roger Taylor: drums, percussie
- John Deacon: basgitaar
- Michael Jackson: additionele zang